# Santiago Salvador Franch
Santiago Salvador Franch (1862 - 1894) foi um anarquista ilegalista aragonês, artesão de profissão, que viveu na segunda metade do século XIX. Em 7 de Novembro de 1893 ganhou notoriedade ao lançar dois artefatos explosivos contra a platéia da casa de ópera do Liceu de Barcelona durante a première da ópera Guilherme Tell. Foi executado em 21 de Novembro de 1894.

## O atentado
No dia 7 de Novembro de 1893 na inauguração da temporada do Grande Teatro do Liceu de Barcelona (Catalunha), durante o segundo ato da ópera Guilherme Tell, de Rossini, dirigida por Leopoldo Mugnone, o anarquista Santiago Salvador Franch lançou duas bombas de orsini do quinto piso contra a platéia abaixo. Das duas bombas lançadas somente uma explode resultando em mais de vinte e dois mortos e trinta e cinco feridos. Em meio a confusão que se segue a explosão Santiago Franch se retira do teatro sem ser visto.
A bomba de orsini que não explodiu resiste ao atentado intacta tendo sua queda amortecida pelo corpo de uma mulher já morta pela explosão da primeira bomba. Após o encerramento do caso o artefato explosivo é encaminhado para o Museu de História da cidade da Barcelona se tornando parte permanente do acervo deste museu.

## Prisão e execução

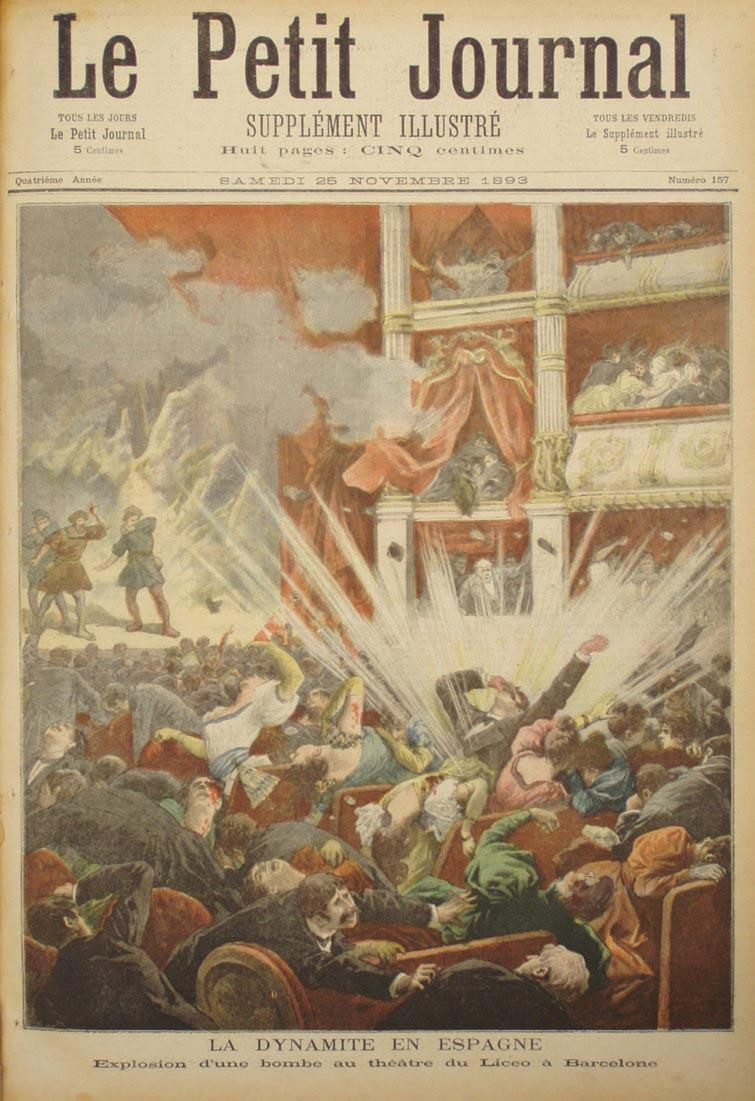
Explosão do Grande Teatro do Liceu de Barcelona na capa do jornal francês Le Petit Journal.

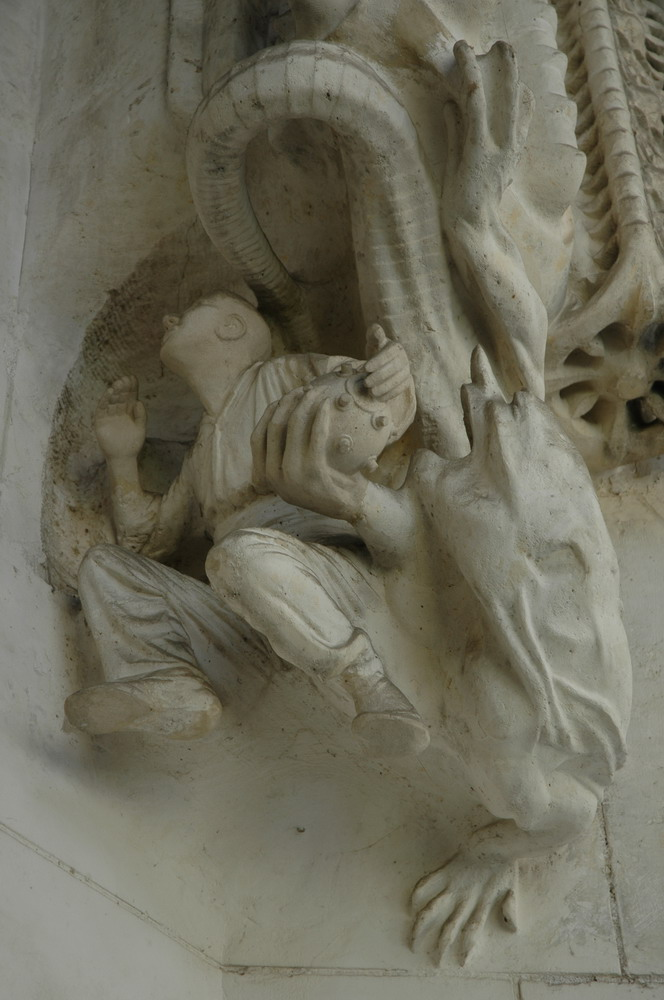
Escultura de autoria de Antoni Gaudí na fachada da Catedral da Sagrada Família em Barcelona, em que um operário aparece recebendo uma bomba de Orsini das mãos de um demônio.

Como conseqüência da ação foi declarada lei marcial na cidade de Barcelona e centenas de anarquistas inocentes foram presos e torturados pelo aparato repressor estatal. A autoria da ação foi inicialmente creditada à José Codina, depois à Mariano Cerezuela ambos eram anarquistas e acabaram sendo executados em 21 de Maio de 1894 pelo estado espanhol. 
Em 2 de Janeiro de 1894, Salvador Franch foi pego enquanto tentava sair a pé da Catalunha para Zaragoza. Para evitar a captura ainda tentou desesperadamente cometer suicídio duas vezes sem conseguir êxito. Foi imediatamente levado a prisão do castelo de Monjuïc, não sendo julgado até o dia 11 de Julho. Durante seu julgamento declarou que seus atos se deram em vingança à execução de Paulino Pallàs a quem conhecia e admirava.
No dia 21 de Novembro de 1894 Santiago Salvador Franch foi executado pelo garrote vil na prisão de Montjuïc, em Barcelona. Ele tinha 32 anos e era pai de duas filhas.

## Motivações
O atentado se deu em represália à execução de Paulino Pallás e à perseguição sistemática a diversos grupos anarquistas aragoneses em Outubro de 1893. Em fins de Setembro Pallás, um jovem anarquista, havia tentado sem sucesso assassinar o Capitão Geral (equivalente ao cargo de governador) da Catalunha, o general Arsenio Martínez Campos durante uma parada militar. Por sua vez, o atentado de Pallás se deu também como forma de revanche à execução de quatro anarquistas ocorrida em 16 de Fevereiro de 1892. Envolvidos em uma rebelião na cidade de Jerez um mês antes, os quatro haviam sido aprisionados e torturados  pelo estado espanhol assim como centenas de outras pessoas supostamente envolvidas.
Escolhida como alvo da ação direta violenta por Salvador Santiago Franch, a casa de ópera do Liceu de Barcelona era na época majoritariamente freqüentada pela elite aragonesa que, indiferente a miséria das regiões rurais e dos trabalhadores urbanos, apoiava quaisquer medidas do violência estatal na repressão à manifestações de descontentamento e rebelião por parte das classes desfavorecidas.

## Conseqüências
O atentado acaba por implicar em importantes conseqüencias políticas, jurídicas e literárias, resultando em uma crise teatral que duraria ainda por meses. Todos os direitos individuais e civis são suspensos. É declarada lei marcial em Barcelona durante ano. Tempo em que o atentado é constantemente utilizado como desculpa para a perseguição sistemática da imprensa anarquista, sindicatos e outras organizações.
Relacionado a rebeliões populares e ações diretas violentas empreendidas por outros ilegalistas na Europa, o atentato de Santiago Salvador Franch foi vinculado pela imprensa burguesa à Internacional Negra, uma suposta conspiração anarquista mundial que tinha como objetivo acabar com líderes e burgueses influentes por todo o mundo.